# Bekendelle
De Bekendelle of Bekkendelle is een natuurreservaat ten zuiden van Winterswijk. Het maakt deel uit van het in 2005 als zodanig aangewezen Nationaal Landschap Winterswijk (een gebied van bijna 22.000 hectare groot) en het is in 2010 aangewezen als Natura 2000-gebied.
Bekendelle is een oud beekbegeleidend loofbos waardoorheen de Boven-Slinge meandert. Hier komen onder andere de ijsvogel, de grote gele kwikstaart en de zeldzame middelste bonte specht voor. In het loofbos groeien onder meer els, es, iep en eik en bosgeelster, slanke sleutelbloem, pinksterbloem en dotterbloem. In de dode meanders van de beek komen waterviolier en beekpunge voor. Langs de beek loopt een wandelpad.

## Externe links

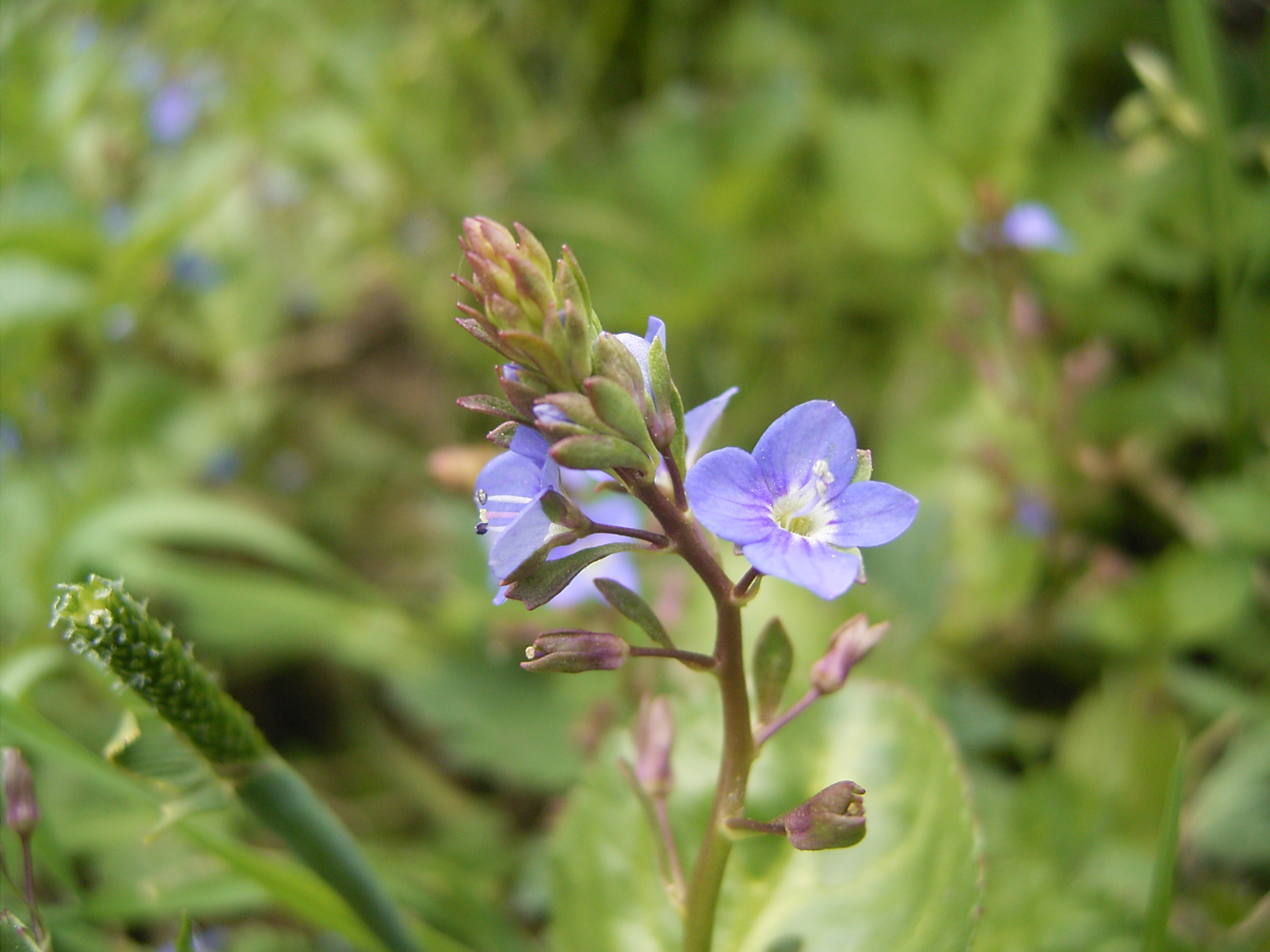
Een beekpunge

## Flora en fauna
- Alcedo atthis (IJsvogel)
- Cobitis taenia
- Lampetra planeri (Beekprik)
- Lacerta agilis
- Plecotus auritus
- Myotis mystacinus
- Myotis nattereri
- Myotis daubentonii
- Pipistrellus pipistrellus
- Pipistrellus nathusii
- Nyctalus noctula
- Eptesicus serotinus